# Olli Schulz/Diskografie
Diese Diskografie ist eine Übersicht über die musikalischen Werke des deutschen Singer-Songwriters Olli Schulz, seiner Pseudonyme wie Bibi McBenson und den Veröffentlichungen mit seiner ehemaligen Band Olli Schulz und der Hund Marie. Seine erfolgreichste Veröffentlichung ist das achte Studioalbum Vom Rand der Zeit, das zum Nummer-eins-Album in Deutschland sowie zum Chartalbum in Österreich und der Schweiz avancierte.

## Alben

### Studioalben
| Jahr                             | Titel Musiklabel                                                                       | Höchstplatzierung, Gesamtwochen, AuszeichnungChartplatzierungen (Jahr, Titel, Musiklabel, Platzierungen, Wochen, Auszeichnungen, Anmerkungen) | Höchstplatzierung, Gesamtwochen, AuszeichnungChartplatzierungen (Jahr, Titel, Musiklabel, Platzierungen, Wochen, Auszeichnungen, Anmerkungen) | Höchstplatzierung, Gesamtwochen, AuszeichnungChartplatzierungen (Jahr, Titel, Musiklabel, Platzierungen, Wochen, Auszeichnungen, Anmerkungen) | Anmerkungen                             |
| Jahr                             | Titel Musiklabel                                                                       | DE | AT | CH | Anmerkungen                             |
| -------------------------------- | -------------------------------------------------------------------------------------- | --- | --- | --- | --------------------------------------- |
| als Olli Schulz & Der Hund Marie |                                                                                        | | | |                                         |
|                                  |                                                                                        | | | |                                         |
| 2003                             | Brichst Du mir das Herz, dann brech’ ich Dir die Beine! Grand Hotel van Cleef (Indigo) | — | — | — | Erstveröffentlichung: 3. November 2003  |
| 2005                             | Das beige Album Grand Hotel van Cleef (Indigo)                                         | DE97 (1 Wo.)DE | — | — | Erstveröffentlichung: 27. Juni 2005     |
| 2006                             | Warten auf den Bumerang EMI Music (EMI)                                                | DE71 (1 Wo.)DE | — | — | Erstveröffentlichung: 16. November 2006 |
| als Olli Schulz                  |                                                                                        | | | |                                         |
|                                  |                                                                                        | | | |                                         |
| 2009                             | Es brennt so schön Columbia Records (Sony)                                             | DE46 (1 Wo.)DE | — | — | Erstveröffentlichung: 13. März 2009     |
| 2012                             | SOS – Save Olli Schulz Trocadero Records (Indigo)                                      | DE32 (1 Wo.)DE | — | — | Erstveröffentlichung: 16. März 2012     |
| 2015                             | Feelings aus der Asche Trocadero Records (Indigo)                                      | DE4 (10 Wo.)DE | AT31 (1 Wo.)AT | — | Erstveröffentlichung: 9. Januar 2015    |
| 2018                             | Scheiß Leben, gut erzählt Trocadero Records (Indigo)                                   | DE6 (2 Wo.)DE | AT40 (1 Wo.)AT | CH97 (1 Wo.)CH | Erstveröffentlichung: 2. Februar 2018   |
| 2024                             | Vom Rand der Zeit Vertigo Records (UMG)                                                | DE1 (3 Wo.)DE | AT33 (1 Wo.)AT | CH30 (1 Wo.)CH | Erstveröffentlichung: 9. Februar 2024   |

### EPs
| Jahr                             | Titel Musiklabel                                  | Anmerkungen                         |
| -------------------------------- | ------------------------------------------------- | ----------------------------------- |
| als Olli Schulz                  |                                                   |                                     |
| 2002                             | B ist also höher zu bewerten als A. Eigenvertrieb | Erstveröffentlichung: 2002          |
| als Olli Schulz & Der Hund Marie |                                                   |                                     |
| 2004                             | Unten mit dem King Grand Hotel van Cleef (Indigo) | Erstveröffentlichung: 24. Mai 2004  |
| 2008                             | Ausflug mit Razzia Audiolith (BSID)               | Erstveröffentlichung: 21. März 2008 |

## Singles
| Jahr                             | Titel Album                                                        | Höchstplatzierung, Gesamtwochen, AuszeichnungChartplatzierungen (Jahr, Titel, Album, Platzierungen, Wochen, Auszeichnungen, Anmerkungen) | Höchstplatzierung, Gesamtwochen, AuszeichnungChartplatzierungen (Jahr, Titel, Album, Platzierungen, Wochen, Auszeichnungen, Anmerkungen) | Höchstplatzierung, Gesamtwochen, AuszeichnungChartplatzierungen (Jahr, Titel, Album, Platzierungen, Wochen, Auszeichnungen, Anmerkungen) | Anmerkungen                                               |
| Jahr                             | Titel Album                                                        | DE | AT | CH | Anmerkungen                                               |
| -------------------------------- | ------------------------------------------------------------------ | --- | --- | --- | --------------------------------------------------------- |
| als Olli Schulz & Der Hund Marie |                                                                    | | | |                                                           |
|                                  |                                                                    | | | |                                                           |
| 2003                             | Der Moment Brichst Du mir das Herz, dann brech’ ich Dir die Beine! | — | — | — | Erstveröffentlichung: 10. November 2003                   |
| 2005                             | Jetzt gerade bist du gut Das beige Album                           | — | — | — | Erstveröffentlichung: 21. Oktober 2005                    |
| 2006                             | Rückspiegel Warten auf den Bumerang                                | — | — | — | Erstveröffentlichung: 3. November 2006                    |
| als Olli Schulz                  |                                                                    | | | |                                                           |
|                                  |                                                                    | | | |                                                           |
| 2009                             | Mach den Bibo Es brennt so schön                                   | DE38 (4 Wo.)DE | — | — | Erstveröffentlichung: 13. Februar 2009                    |
| 2012                             | Spielerfrau SOS – Save Olli Schulz                                 | — | — | — | Erstveröffentlichung: 25. Mai 2012                        |
| 2013                             | Rangel Song Circus Halligalli (Sampler)                            | DE29 (2 Wo.)DE | AT69 (1 Wo.)AT | — | Erstveröffentlichung: 22. April 2013 mit Joko und Klaas   |
| 2013                             | Du bist verhaftet wegen sexy –                                     | DE53 (2 Wo.)DE | — | — | Erstveröffentlichung: 4. November 2013 mit Bernd Begemann |
| 2014                             | Phase Feelings aus der Asche                                       | — | — | — | Erstveröffentlichung: 5. Dezember 2014                    |
| 2015                             | Als Musik noch richtig groß war Feelings aus der Asche             | — | — | — | Erstveröffentlichung: 18. April 2015                      |
| 2020                             | Die Besten (2020) Selig macht selig                                | — | — | — | Erstveröffentlichung: 7. Februar 2020 feat. Selig         |
| 2023                             | Einfach so Vom Rand der Zeit                                       | — | — | — | Erstveröffentlichung: 10. November 2023                   |

## Videoalben und Musikvideos

### Videoalben
| Jahr | Titel Musiklabel                                        | Anmerkungen                          |
| ---- | ------------------------------------------------------- | ------------------------------------ |
| 2012 | SOS Showman Olli Schulz Live Trocadero Records (Indigo) | Erstveröffentlichung: 20. April 2012 |

### Musikvideos
| Jahr | Titel               | Regisseur(e)              |
| ---- | ------------------- | ------------------------- |
| 2009 | Mach den Bibo       | Peter Domsch, Olli Schulz |
| 2009 | Geheimdienst        | Kay Otto                  |
| 2009 | So lange einsam     | Kay Otto                  |
| 2012 | Spielerfrau         | Jano Ben Chaabane         |
| 2015 | Phase               |                           |
| 2015 | Boogieman           | Jan Bonny                 |
| 2018 | Mädchen gegen Jungs | Johannes Huth             |
| 2023 | Einfach so          | Peter & der Wolf          |

## Sonderveröffentlichungen

### Alben
| Jahr | Titel Musiklabel                                         | Anmerkungen                            |
| ---- | -------------------------------------------------------- | -------------------------------------- |
| 2008 | Es brennt so schön – Countdown 1 Columbia Records (Sony) | Erstveröffentlichung: 23. Februar 2009 |

### Lieder
| Jahr | Titel Album                                  | Anmerkungen                                                                   |
| ---- | -------------------------------------------- | ----------------------------------------------------------------------------- |
| 2006 | 45 Mal/Minute Frag die richtigen Leute!      | Erstveröffentlichung: 31. März 2006 Winson feat. Bibi McBenson                |
| 2006 | Frag die Richtigen Frag die richtigen Leute! | Erstveröffentlichung: 31. März 2006 Winson feat. Peter Domsch & Bibi McBenson |
| 2017 | Bengalo Hey Sexy                             | Erstveröffentlichung: 18. August 2017 Fortuna Ehrenfeld feat. Olli Schulz     |
| 2019 | Zupfgeigen-Impuls mit Olli Schulz Papa Punk  | Erstveröffentlichung: 26. April 2019 Zwakkelmann feat. Olli Schulz            |
| 2019 | Quasi Wer sagt denn das?                     | Erstveröffentlichung: 27. September 2019 Deichkind feat. Olli Schulz          |

| Jahr | Titel Album                                        | Anmerkungen |
| ---- | -------------------------------------------------- | --- |
| 2011 | Die Welt hat Geburtstag Übernacht                  | Erstveröffentlichung: 25. November 2011 |
| 2013 | Rangel Song Circus Halligalli                      | Erstveröffentlichung: 11. Oktober 2013 mit Joko und Klaas                                                                                             |
| 2013 | Rapunzel Es war einmal und wenn sie nicht          | Erstveröffentlichung: 8. November 2013 |
| 2014 | Loch in der Welt A Tribute to Nils Koppruch + Fink | Erstveröffentlichung: 22. August 2014 Original: Fink                                                                                                  |
| 2015 | Theme from Kommissar Ärmchen Unter meinem Bett     | Erstveröffentlichung: 16. Oktober 2015 |
| 2018 | Mädchen gegen Jungs Bibi & Tina – Star-Edition     | Erstveröffentlichung: 28. September 2018 als Teil der Bibi & Tina All Stars Original: Louis Held, Lisa-Marie Koroll, Phil Laude & Lina Larissa Strahl |
| 2020 | Die Besten Selig macht selig                       | Erstveröffentlichung: 13. März 2020 Original: Selig                                                                                                   |
| 2020 | Oscar & Charlie Unter meinem Bett 6                | Erstveröffentlichung: 20. November 2020 |

| Jahr | Titel Album                               | Anmerkungen                       |
| ---- | ----------------------------------------- | --------------------------------- |
| 2009 | Nacht im Ghetto Chaostage – We Are Punks! | Erstveröffentlichung: 8. Mai 2009 |

## Promoveröffentlichungen
| Jahr                             | Titel Album                                                   | Anmerkungen                                               |
| -------------------------------- | ------------------------------------------------------------- | --------------------------------------------------------- |
| als Olli Schulz & Der Hund Marie |                                                               |                                                           |
| 2005                             | Dann schlägt dein Herz Das beige Album                        | Erstveröffentlichung: 13. Juni 2005                       |
| 2006                             | Du hast da was –                                              | Erstveröffentlichung: 28. Juli 2006                       |
| 2006                             | Was macht man bloß mit diesem Jungen? Warten auf den Bumerang | Erstveröffentlichung: 2006                                |
| 2007                             | Wenn die Music nicht so laut wär’ Warten auf den Bumerang     | Erstveröffentlichung: 2007                                |
| als Olli Schulz                  |                                                               |                                                           |
| 2009                             | Merry Christmas –                                             | Erstveröffentlichung: 2009                                |
| 2009                             | So lange einsam Es brennt so schön                            | Erstveröffentlichung: 2009                                |
| 2012                             | Ich dachte, du bist es SOS – Save Olli Schulz                 | Erstveröffentlichung: 16. März 2012                       |
| 2015                             | So muss es beginnen Feelings aus der Asche                    | Erstveröffentlichung: 2015                                |
| 2015                             | Als Musik noch richtig groß war Feelings aus der Asche        | Erstveröffentlichung: 18. April 2015 RSD-Veröffentlichung |
| 2018                             | Schockst nicht mehr Scheiß Leben, gut erzählt                 | Erstveröffentlichung: 11. Januar 2018                     |

## Hörspiele
| Jahr | Titel Verlag                              | Anmerkungen                              |
| ---- | ----------------------------------------- | ---------------------------------------- |
| 2005 | The Cocka Hola Company Random House Audio | Erstveröffentlichung: 22. September 2005 |
| 2019 | Fallen – Folge 2: Genf Imaga              | Erstveröffentlichung: 12. April 2019     |
| 2021 | Sing Edelkids                             | Erstveröffentlichung: 3. Dezember 2021   |

## Statistik

### Chartauswertung
|                     | DE    | AT    | CH    |
| ------------------- | ----- | ----- | ----- |
| Nummer-eins-Alben   | DE1DE | AT—AT | CH—CH |
| Top-10-Alben        | DE3DE | AT—AT | CH—CH |
| Alben in den Charts | DE7DE | AT3AT | CH2CH |

|                       | DE    | AT    | CH    |
| --------------------- | ----- | ----- | ----- |
| Nummer-eins-Singles   | DE—DE | AT—AT | CH—CH |
| Top-10-Singles        | DE—DE | AT—AT | CH—CH |
| Singles in den Charts | DE3DE | AT1AT | CH—CH |